# Poire Williams

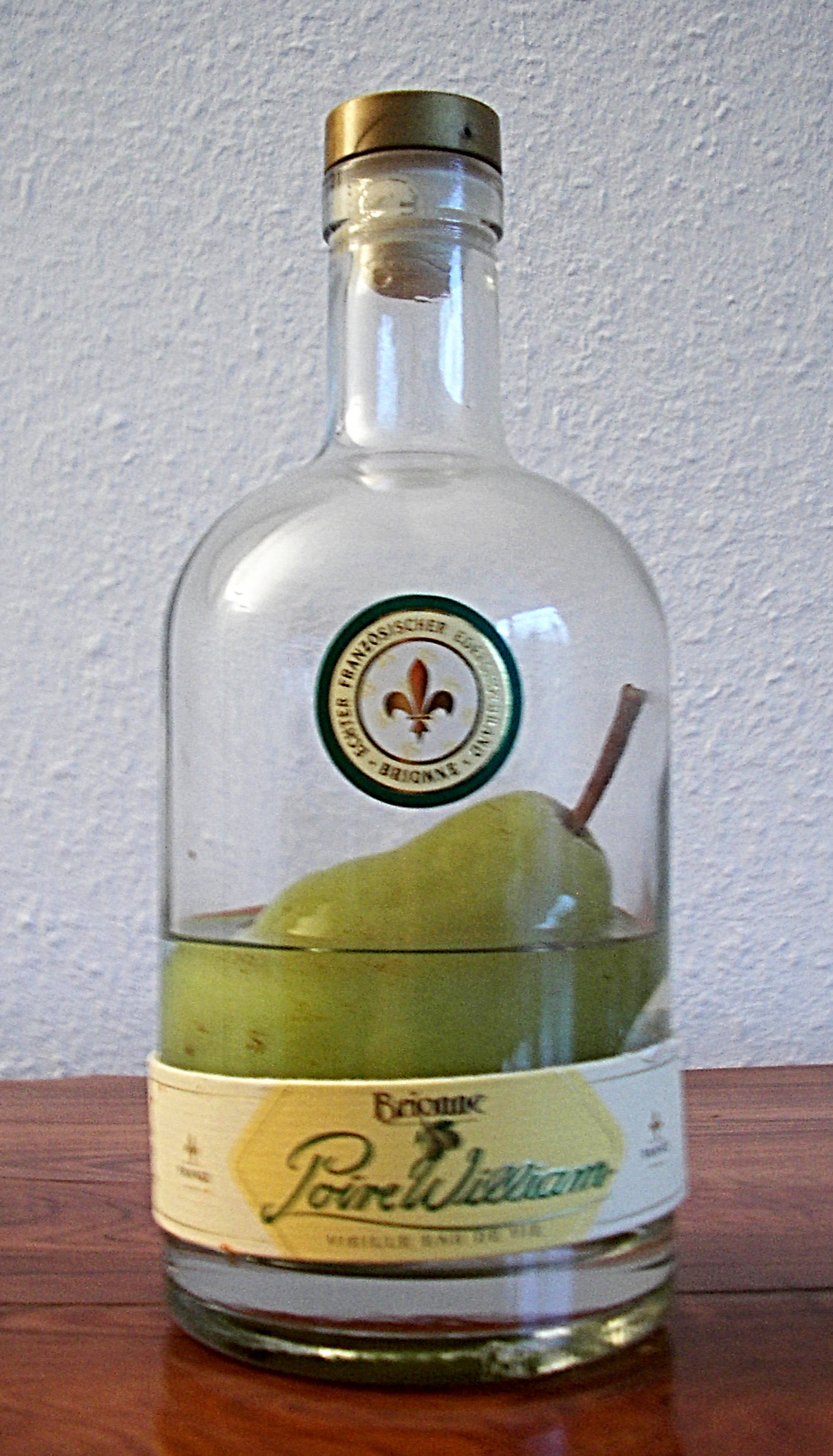
Poire Williams

Poire Williams es el nombre de un aguardiente (licor de frutas incoloro) elaborado con la pera Williams (también conocida como Williams' Bon Chretien y como pera 'Bartlett' en los Estados Unidos, Canadá y Australia ). Por lo general, se sirve frío como bebida para después de la cena. Algunos productores de Poire Williams incluyen una pera entera dentro de cada botella. Esto se logra metiendo una pera en desarrollo en la botella para que crezca en su interior.
Entre las marcas comerciales de Poire Williams se encuentra Williamine, producida en Suiza por Distillerie Louis Morand y protegida como "Appellation d'origine protégée" (AOP).